# Вальє-де-Тобаліна
Вальє-де-Тобаліна (ісп. Valle de Tobalina) — муніципалітет в Іспанії, у складі автономної спільноти Кастилія-і-Леон, у провінції Бургос. Населення — 1026 осіб (2010).
Муніципалітет розташований на відстані близько 270 км на північ від Мадрида, 60 км на північний схід від Бургоса.
На території муніципалітету розташовані такі населені пункти: (дані про населення за 2010 рік)
- Барсіна-дель-Барко: 72 особи
- Баскуньюелос: 30 осіб
- Корменсана: 2 особи
- Куесва: 14 осіб
- Габанес: 11 осіб
- Гаронья: 15 осіб
- Едесо: 6 осіб
- Ерран: 15 осіб
- Лесіньяна-де-Тобаліна: 22 особи
- Ломана: 13 осіб
- Лосарес-де-Тобаліна: 17 осіб
- Міхараленгуа: 5 осіб
- Монтехо-де-Себас: 43 особи
- Монтехо-де-Сан-Мігель: 16 осіб
- Орбаньянос: 5 осіб
- Ла-Орден: 21 особа
- Пахарес: 9 осіб
- Пангусіон: 34 особи
- Педроса-де-Тобаліна: 108 осіб
- Ла-Прада: 22 особи
- Промедіано: 6 осіб
- Кінтана-Мартін-Галіндес: 375 осіб
- Кінтана-Марія: 46 осіб
- Ранедо: 8 осіб
- Ла-Ревілья-де-Ерран: 14 осіб
- Руфранкос: 9 осіб
- Сан-Мартін-де-Дон: 33 особи
- Санта-Марія-де-Гаронья: 18 осіб
- Сантосільдес: 11 осіб
- Тобалінілья: 4 особи
- Валухера: 11 осіб
- Лас-Віадас: 8 осіб
- Вільяескуса-де-Тобаліна: 3 особи

## Демографія
Динаміка населення (INE ):